# جيمس رايلي ألكسندر
جيمس ر. الكسندر (بالإنجليزية: James R. Alexander)‏ هو مهندس صوت أمريكي، ولد في 3 سبتمبر 1930 في لوس أنجلوس في الولايات المتحدة.

## وصلات خارجية
- جيمس رايلي ألكسندر على موقع IMDb (الإنجليزية)
- جيمس رايلي ألكسندر على موقع قاعدة بيانات الفيلم (الإنجليزية)